# Bundesautobahn 103
Bundesautobahn 103 eller A 103 er en motorvej i Berlin. Den kaldes også Westtangente Steglitz.